# Rann de Kutch
El Rann de Kutch o Gran Rann de Kach es un desierto arcilloso que, de forma estacional, se convierte en una marisma salobre. Se encuentra ubicado en la provincia biogeográfica del desierto de Thar, en el distrito Kutch, en el estado de Guyarat, situado a 8 km del poblado de Kharaghoda ubicado en el distrito Surendranagar en la zona noroeste de la India y la provincia Sind de Pakistán.
El nombre «Rann» proviene de la palabra hindi ran (en hindi: रण, que significa ‘marisma salobre’), y tiene su raíz en la palabra sánscrita iriṇa (इरिण) que aparece en el Rig-veda (el texto más antiguo de la India, de mediados del II milenio a. C.) y en el Majabhárata (texto epicorreligioso del siglo III a. C.).

## Descripción
Se encuentra próximo al Pequeño Rann de Kutch y a las praderas Banni en Kutch.
Kutch es el nombre del distrito en el cual se encuentra ubicado. El Rann de Kutch comprende unos 30.000 km² entre el golfo de Kutch y la boca del río Indo, en el sur de Pakistán. El río Luni, que nace en Rajastán, desemboca en el extremo noreste del Rann.
Durante el monzón de verano de la India, el desierto de arcillas salobres y la llanura de marea, que se encuentra a un nivel de unos 15 metros por encima del nivel del mar, se inunda con aguas estancas, separadas por pequeños islotes de arbustos pinchudos, y se convierte en un refugio de aves y sitio de cría de grandes bandadas de flamencos y flamencos enanos. En su momento de máximo apogeo, el golfo de Kutch, en el oeste, y el golfo de Cambay, en el este, se encuentran unidos durante el monzón.
La zona era un gran bajío del mar Arábigo pero producto de procesos geológicos el terreno fue ascendiendo hasta que se cortó la conexión con el mar, creando un gran lago que aún era navegable durante la época de Alejandro el Grande. El río Ghaggar, que actualmente descarga en el desierto del norte de Rayastán, antiguamente descargaba en el Rann de Kutch, pero las estribaciones inferiores del río se secaron cuando sus tributarios fueron captados por las cuencas del Indo y el Ganges hace varios milenios. Algunos vestigios del delta y sus canales de distribución en el extremo norte del Rann de Kutch fueron levantados topográficamente y documentados por el Servicio Geológico de la India durante el año 2000.